# Baisha Shan
Baisha Shan är en ö i Kina. Den ligger i provinsen Zhejiang, i den östra delen av landet, omkring 220 kilometer öster om provinshuvudstaden Hangzhou. Arean är 1,8 kvadratkilometer. Den sträcker sig 2,5 kilometer i nord-sydlig riktning, och 1,8 kilometer i öst-västlig riktning.
Genomsnittlig årsnederbörd är 2 002 millimeter. Den regnigaste månaden är juni, med i genomsnitt 335 mm nederbörd, och den torraste är januari, med 74 mm nederbörd.